# Пирятинский завод продовольственных товаров
Пирятинский завод продовольственных товаров — предприятие в городе Пирятин Пирятинского района Полтавской области Украины, прекратившее производственную деятельность.

## История
В ходе боевых действий Великой Отечественной войны и немецкой оккупации города (18 сентября 1941 - 18 сентября 1943) Пирятин серьёзно пострадал (были разрушены маслозавод, мельницы, промартель "Металлист", средняя школа, больница, поликлиника, аптека, 604 жилых здания, железная дорога и др.), однако после освобождения населенного пункта началось его восстановление. Одной из первых задач стало развитие сельского хозяйства и возобновление выпуска продуктов питания.
В 1945 году в городе уже действовали 18 предприятий (в том числе, предприятия пищевой промышленности) и два колхоза. После окончания войны Пирятинский районный пищекомбинат стал одним из основных производителей продуктов питания.
В 1976 году комбинат был реконструирован, оснащён новым оборудованием и получил новое название - Пирятинская пищевкусовая фабрика. В первые годы после реорганизации фабрика выпускала четыре вида продукции (безалкогольные напитки, сухой кисель, подсолнечное масло и гречневую крупу), с 1985 года - хлебный квас, в следующие годы общий объём производства увеличился в два раза, а ассортимент продукции был расширен (был освоен выпуск киселя в брикетах, заварного крема, фигурной карамели, фруктово-ягодных муссов). Количество выпускаемых безалкогольных напитков увеличилось до десяти наименований ("черноплодно-рябиновый", "искристый", "тархун", "гроно", "грушевый" и др.). Также был расширен ассортимент услуг для населения (переработка яблок в яблочный сок, грубый помол зерна, экстракция масла из семян рапса и рыжика).
После реконструкции в 1976 году пищевкусовая фабрика вошла в число крупнейших предприятий города (ранее райпищекомбинат относился к категории предприятий местной промышленности).
После провозглашения независимости Украины, в условиях разрыва хозяйственных связей и экономического кризиса 1990-х годов положение предприятия осложнилось. В середине 1990-х годов государственное предприятие было преобразовано в закрытое акционерное общество и перерегистрировано как Пирятинский завод продовольственных товаров "Удай".
17 марта 2005 года завод заключил кредитный договор № 148-КР с филиалом банка "Проминвестбанк" в городе Полтава на получение 800 000 гривен для финансирования текущих расходов, для обеспечения выполнения обязательств по выплате этого кредита в этот же день с банком был подписан ипотечный договор № 90-з о передаче в залог имущества предприятия. Начавшийся в 2008 году экономический кризис осложнил положение завода, и 15 апреля 2011 года хозяйственный суд Полтавской области возбудил дело о банкротстве предприятия.
23 августа 2011 года завод был признан банкротом и началась процедура его ликвидации.
Тем не менее, судебные споры о принадлежности имущества прекратившего существование предприятия продолжались и в течение 2012 года.